# Carrerada de Santa Coloma
La carrerada o carrelada de Santa Coloma és una via pecuària transtermitant que neix a Cunit i arriba fins a Santa Coloma de Queralt. A la població de la Conca de Barberà, el camí ramader seguia fins al Pirineu. A Santa Coloma de Queralt s'hi feia una de les fires ramaderes més importants de la contrada.